# Haas: najaar
Haas: najaar is een Nederlandstalige roman, geschreven door Paul Biegel en uitgegeven in 1982 bij Uitgeverij Holland in Haarlem. Het werk, dat deel uitmaakt van een trilogie over Haas, verhaalt over een verlaten tuin vol antropomorfe dieren, die allen gebonden aan herinneringen aan en verwachting van Haas. In dit derde deel wordt het naast de tuin gelegen huis bewoond door een gezin met twee kinderen, hetgeen desastreuze gevolgen heeft voor de bewoners van de tuin.